# Psammobates tentorius
La tortuga ondulada (Psammobates tentorius) es una especie de tortuga y uno de los tres miembros del género Psammobates de la familia Testudinidae. Se encuentra en los países del sur de África incluyendo Namibia y Sudáfrica (en la provincia del Cabo). 

## Descripción
Caparazón de color marrón oscuro o negro, con un patrón de rayas de color amarillo o naranja que irradian desde el centro de cada escudo de la cúpula que conforman el caparazón. Tiene un bello patrón geométrico de 'tiendas beduinas' en su cubierta superior, y esto es apropiado, ya que se siente a gusto en el semidesierto.
La coloración y el tamaño de esta tortuga varían mucho, sobre todo de un lugar a otro, pero también dentro de una única "población". Tres subespecies son reconocidas por los biólogos. De ellas, Psammobates tentorius trimeni, que se encuentra en la costa Namaqualand, cuenta con las más audaces marcas, los colores más brillantes y con unas bien desarrolladas "tiendas". La subespecie verroxii, que se encuentra en las zonas más áridas del Karoo, ha subdesarrollado las tiendas de campaña, mientras que la subespecie tentorius, desde el Cabo Oriental, tiene las mejores y más desarrolladas 'tiendas' de todas.

## Subespecies

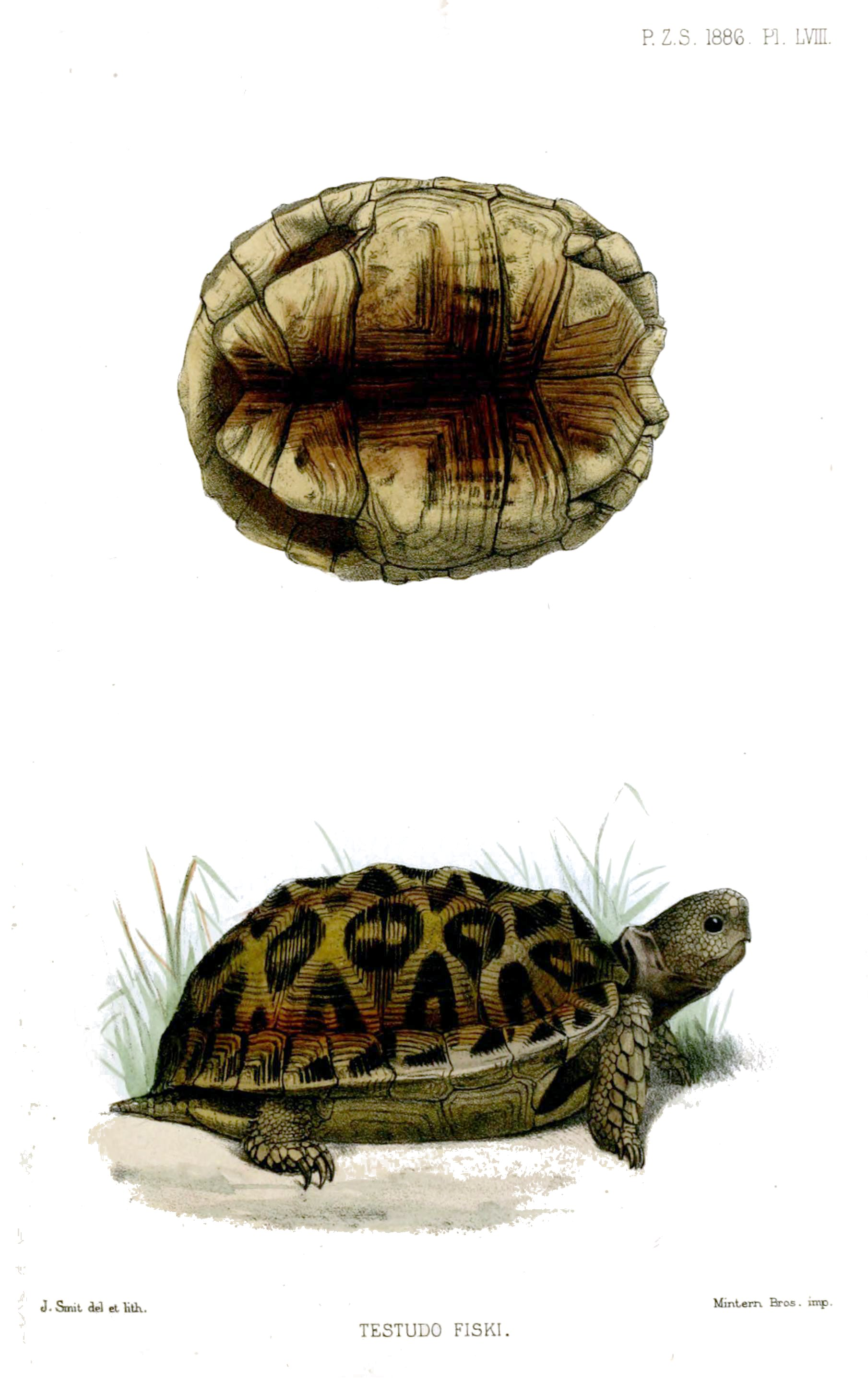
Psammobates tentorius verroxii

- Del Sur, Psammobates tentorius tentorius (especie tipo o común). Autoridad: Bell 1828. Distribución: Sudáfrica (sur y este del Karoo, de Grahamstown a Matjiesfontein)

- Occidental, Psammobates tentorius trimeni. Autoridad: Boulenger, 1886. Distribución:. Namibia (Bahía de Lambert norte hasta más allá del río Orange en Gran Namaqualand) y Sudáfrica (extremo occidental de las provincias del Cabo).

- Del Norte, Psammobates tentorius verroxii. Autoridad: Smith, 1839. Distribución: Namibia (noroeste de la Gran Namaqualand) y Sudáfrica (provincia del Cabo Septentrional).

## Comportamiento
La hembra pone de uno a tres huevos, y los entierra en la arena, como todas las tortugas. Los jóvenes emergen a finales del verano o a principios del otoño. 

## Alimentación
Depende de una dieta muy especializada, incluyendo una variedad de arbustos Karoo, mesem bryanthemums y otras suculentas de Sudáfrica. 